# Robert Dahlgren
Robert Dahlgren (Skellefteå; 1 de diciembre de 1979) es un piloto de automovilismo sueco. Es múltiple campeón del STCC con Cupra y fue piloto del Campeonato Mundial de Turismos y del V8 Supercars para Volvo. 

## Carrera deportiva

### Inicios
Luego de iniciarse en el karting, Dahlgren debutó en monoplazas en la Fórmula Ford Junior Sueca en 1997, donde resultó tercero. En 1998 fue campeón de la Fórmula Ford 1600 Sueca y la Fórmula Ford 1600 Nórdica.
El sueco progresó a la Fórmula Ford Británica en 1999, donde obtuvo el séptimo puesto de campeonato. En 2000 resultó cuarto en el certamen británico, por detrás de James Courtney, Mark Taylor y Anthony Davidson, y subcampeón europeo. El sueco fue campeón británico en 2001 ante Patrick Long, Alan van der Merwe y Richard Göransson, y cuarto en el campeonato europeo.
Dahlgren subió a la Fórmula 3 Británica a mitad de la temporada, logrando cuatro victorias y ocho podios en la clase nacional ante rivales como Adam Carroll y Clivio Piccione. En 2003 disputó el campeonato principal, consiguiendo una victoria, tres podios y siete sextos puestos en 24 carreras, que lo colocaron noveno en el clasificador general.

### Campeonato Sueco de Turismos
Con 24 años de edad, Dahlgren culminó su carrera en monoplazas, y retorno a Suecia para disputar el Campeonato Sueco de Turismos 2004 con el equipo Flash. Al volante de un Volvo S60, logró tres victorias y nueve podios en 18 carreras, resultando subcampeón por detrás de Richard Göransson.
El equipo Flash se convirtió en Polestar para la temporada 2005. Continuando con su Volvo S60 oficial, el piloto ganó tres carreras de 16 y se colocó séptimo en la tabla general. En 2006 obtuvo una victoria y tres podios en nueve carreras, por lo que terminó sexto.
Dahlgren consiguió dos victorias, cuatro podios y siete top 5 en las 11 carreras del Campeonato Sueco de Turismos 2007. Por tanto, resultó subcampeón frente a Fredrik Ekblom. Polestar cambió el S60 por el nuevo Volvo C30 para el Campeonato Sueco de Turismos 2008. obtuvo dos victorias, un tercer puesto y seis top 5 en 11 carreras, quedando así en la quinta colocación final.
En el Campeonato Sueco de Turismos 2009, Dahlgren logró cuatro triunfos y siete top 5 en 17 carreras disputadas con Polestar, por lo que se ubicó séptimo en el clasificador final.
El piloto consiguió tres victorias y 11 podios en las 18 carreras del Campeonato Sueco de Turismos 2010. Así, fue subcampeón por tercera vez a dos puntos de Göransson, aunque como consuelo ganó la Copa Escandinava de Turismos, un minitorneo que abarcaba cuatro de las nueve fechas del certamen. 

### WTCC y STCC
En 2007, también disputó la fecha de Suecia del Campeonato Mundial de Turismos, también con un Volvo S60 de Polestar, resultando décimo y octavo en las dos mangas. Al año siguiente, disputó la fecha del Reino Unido del Mundial de Turismos con su Volvo C30, donde abandonó en la primera manga y no pudo largar la segunda. Repetiría al año siguiente, con un puesto 14 como mejor resultado.

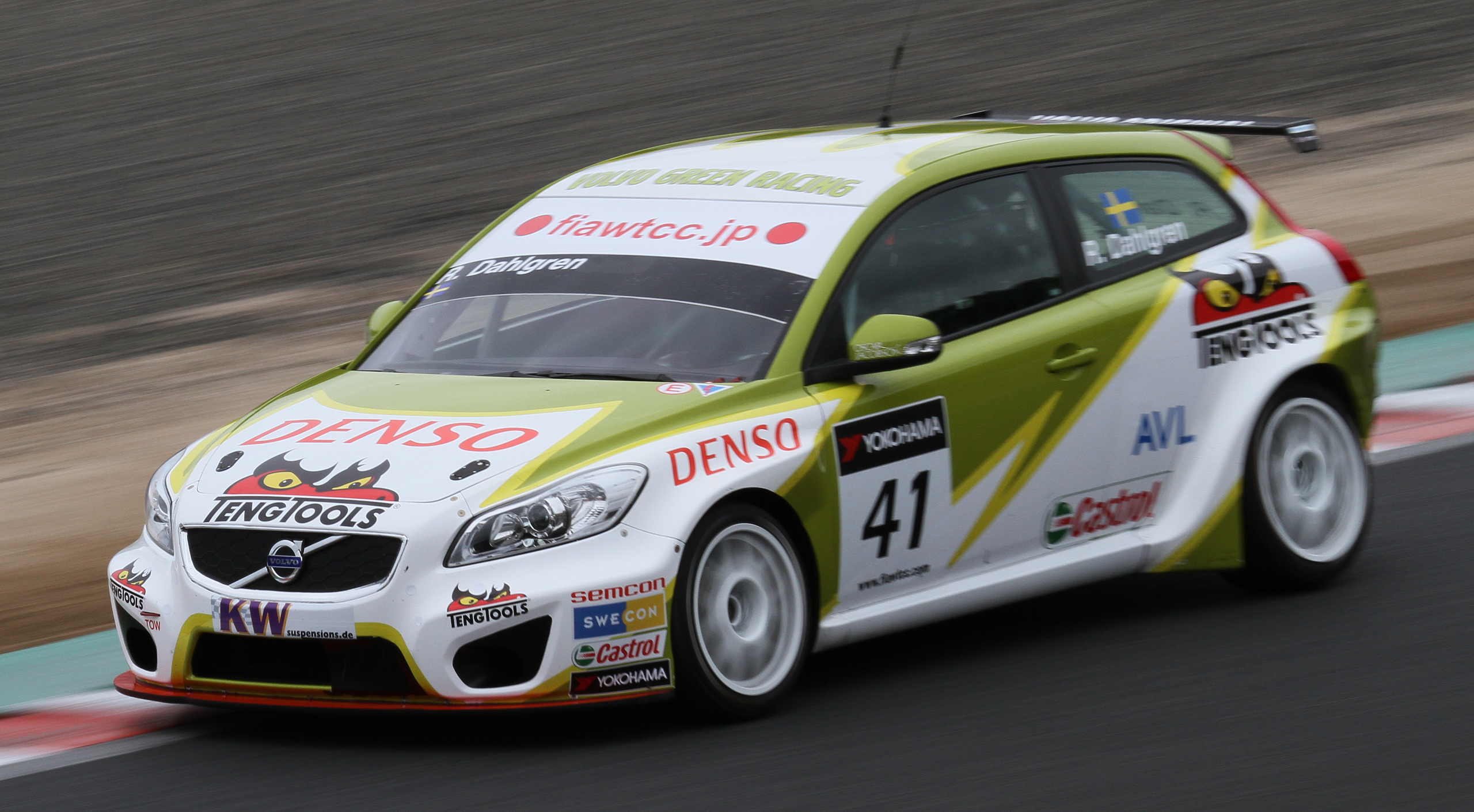
Dahlgren en la ronda de Japón de WTCC 2010.

En 2010, Dahlgren sería parte de las rondas de Reino Unido y Japón del Mundial de Turismos con su Volvo C30, obteniendo un quinto puesto y un octavo puesto en Japón.
Dahlgren se convirtió en piloto titular de Polestar en el Campeonato Mundial de Turismos 2011. Al volante de un Volvo C30, obtuvo un cuarto puesto, un quinto y dos sextos en 22 carreras disputadas, por lo que terminó 11º en la tabla general. En tanto, corrió las dos últimas fechas del nuevo Campeonato Escandinavo de Turismos (STCC) con Polestar, logrando una victoria, un tercer puesto, un cuarto y un sexto.

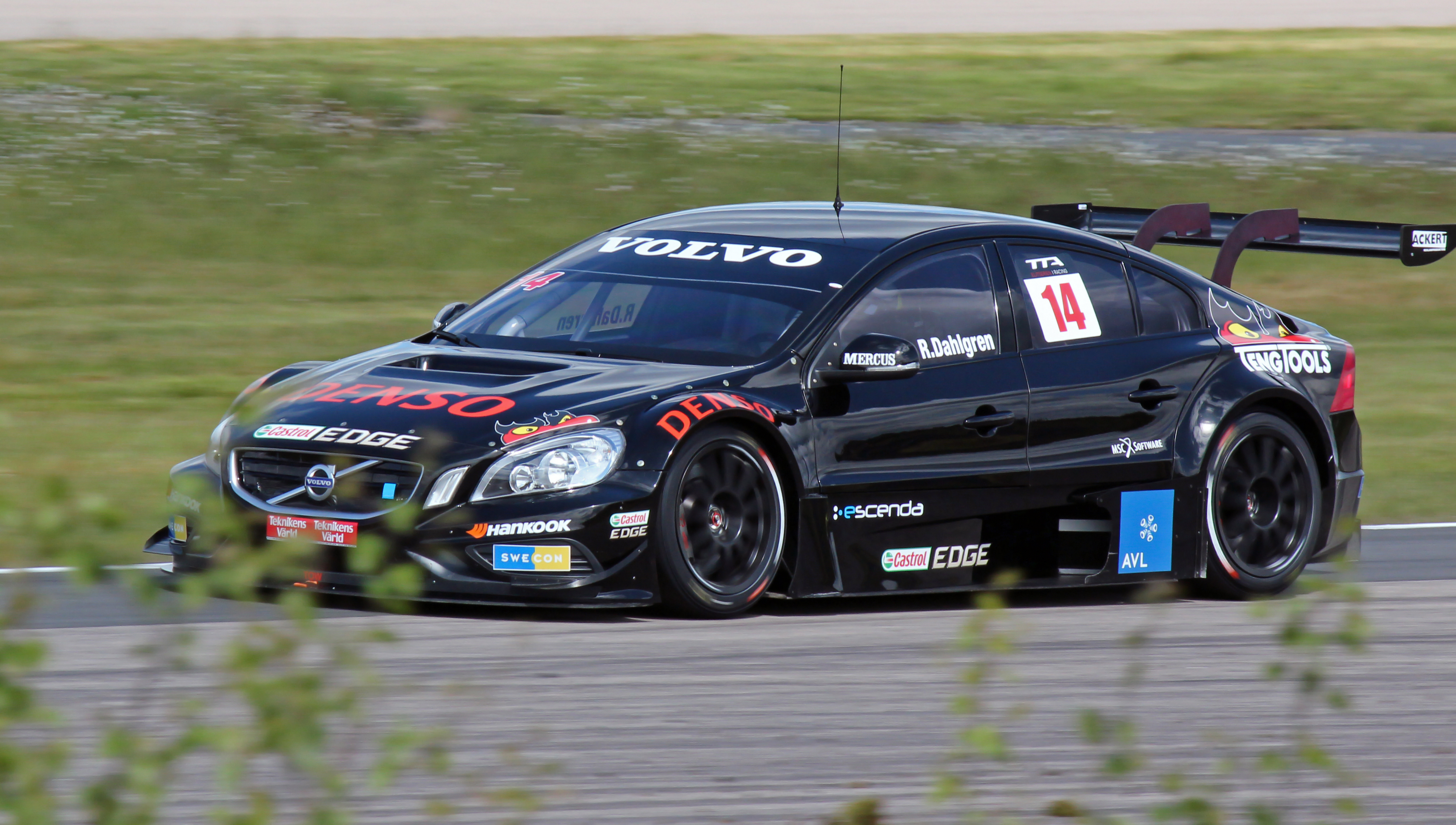
Dahlgren en el TTA 2012.

Polestar fue uno de los equipos que se escindió del STCC y fundó el TTA en 2012. Dahlgren obtuvo un segundo lugar, un tercero y dos quintos en las ocho carreras de certamen con el nuevo Volvo S60, y terminó quinto en el clasificador general.
En 2013, ambos torneos se fusionaron en el nuevo STCC. Dahlgren consiguió seis segundos puestos y nueve top 5 en 12 carreras con Polestar, y resultó tercero en el campeonato, a un punto del subcampeón Göransson pero lejos Thed Björk y sus ocho victorias.
En 2016, volvió al STCC tras dos años fuera de la categoría y fue subcampeón detrás de Richard Göransson. Además, participó en tres rondas del WTCC, logrando un séptimo puesto como mejor resultado. Fue su último año con Volvo.
En la temporada siguiente, en la que el STCC adoptó el reglamento TCR, ingresó a Cupra y al equipo PWR Racing. Con siete victorias en 21 carreras, ganó el campeonato con un importante margen sobre Fredrik Ekblom. Tras un otro subcampeonato en 2018 detrás de Johan Kristoffersson, Dahlgren ganó el título en 2019 con tres victorias. Por otro lado, participó en la Ronda de Macao del WTCR (sucesor del WTCC) de 2019.
La temporada 2020 del STCC fue para el británico Robert Huff, y Dahlgren fue segundo. Tanto en 2021 como en 2022, Dahlgren ganó el campeonato escandinavo. En la primera de ellas, dominó con 11 victorias en 18 carreras.
Tras una temporada cancelada, el STCC volvió con coches eléctricos en 2024. Dahlgren condujo el Cupra Born e-Racer para ser finalmente cuarto en el campeonato.

### Otras competiciones
Dahlgren corrió en la temporada 2014 del V8 Supercars australiano con un Volvo S60 de Garry Rogers. Fue el piloto a tiempo completo que menos puntos sumó y su mejor resultado fue 16.º.
En 2024, participó en una ronda de la Copa Porsche Carrera Escandinavia, gracias al programa Porsche Experience Racing.

## Resultados

### Copa Mundial de Turismos
(Clave) (negrita indica pole position) (cursiva indica vuelta rápida)

| Año  | Equipo     | Auto               | 1   | 2   | 3   | 4   | 5   | 6   | 7   | 8   | 9   | 10  | 11  | 12  | 13  | 14  | 15  | 16  | 17  | 18  | 19  | 20  | 21  | 22  | 23  | 24  | 25  | 26  | 27  | 28  | 29  | 30  | Pos. | Pts. |
| ---- | ---------- | ------------------ | --- | --- | --- | --- | --- | --- | --- | --- | --- | --- | --- | --- | --- | --- | --- | --- | --- | --- | --- | --- | --- | --- | --- | --- | --- | --- | --- | --- | --- | --- | ---- | ---- |
| 2019 |            |                    | MAR | MAR | MAR | HUN | HUN | HUN | SVK | SVK | SVK | NED | NED | NED | ALE | ALE | ALE | POR | POR | POR | CHN | CHN | CHN | JAP | JAP | JAP | MAC | MAC | MAC | MYS | MYS | MYS | 27°  | 3    |
| 2019 | PWR Racing | Cupra León TCR SEQ |     |     |     |     |     |     |     |     |     |     |     |     |     |     |     |     |     |     |     |     |     |     |     |     | 13  | 20  | 24  |     |     |     | 27°  | 3    |